# Fustifusus
Fustifusus is een geslacht van weekdieren uit de klasse van de Gastropoda (slakken).

## Soort
- Fustifusus pinicola (Darragh, 1987)